# Majjigepura, Shrirangapattana
Majjigepura là một làng thuộc tehsil Shrirangapattana, huyện Mandya, bang Karnataka, Ấn Độ.